# Кневицы (посёлок)
Кневи́цы — посёлок в Демянском районе Новгородской области России. Административный центр Кневицкого сельского поселения.

## История
Первое упоминание датируется 1425 годом. В 1908 в селе (в то время) Кневицы был 261 житель. В 1922 в окрестностях произошел большой лесной пожар, сгорел деревообрабатывающий завод.

## Население
| 2010 |
| ---- |
| 1071 |

## Транспорт
В посёлке Кневицы есть железнодорожная станция Октябрьской железной дороги на линии Бологое-Московское — Валдай — Старая Русса — Дно-1.
Имеется лесовозная узкоколейная железная дорога, первая линия которой была построена в 1951 году. По состоянию на 2016 год её постепенно разбирали.